# 卡圖格查耶鎮區 (北卡羅萊納州梅肯縣)
卡圖格查耶鎮區（英語：Cartoogechaye Township）是位於美國北卡羅萊納州梅肯縣的一個鎮區。

## 地方資料
卡圖格查耶鎮區的面積為195.02平方千米，皆為陸地。根據2020年美國人口普查的數據，當地共有人口2712人，而人口密度為每平方千米13.91人。